# Binti
Binti è un romanzo breve di fantascienza della scrittrice Nnedi Okorafor pubblicato nel 2015.
L'opera ha vinto nel 2016 il Premio Hugo per il miglior romanzo breve e il Premio Nebula nella stessa categoria.

## Storia editoriale
Il romanzo breve è stato pubblicato per la prima volta nel 2015 per la casa editrice TOR, ristampato nel 2019 in edizione omnibus.
L'opera, nel 2016, ha vinto negli Stati Uniti d'America il Premio Hugo per il miglior romanzo breve, il Premio Nebula per il miglior romanzo breve, posizionandosi al terzo posto nel Premio Locus per il miglior romanzo breve; nel 2019 ha vinto in Spagna il Premio Ignotus per la migliore storia breve straniera.
Il romanzo breve fa parte di una serie di storie ambientate nello stesso milieu composta, oltre allo stesso Binti, da altri due romanzi brevi: Ritorno a casa (Binti: Home 2017) e La maschera della notte (Binti: The Night Masquerade, 2018).
In Italia i tre romanzi sono stati pubblicati nel 2019 insieme al racconto Il fuoco sacro in edizione omnibus intitolata Binti.

## Trama
Una giovane donna di nome Binti è il primo membro della popolazione terrestre degli Himba a essere stata accettata nella prestigiosa università intergalattica Oomza Uni, grazie alla sua straordinaria predisposizione per la matematica. Dopo aver ricevuto la lettera di convocazione Binti, sapendo che le rigide tradizioni della sua gente non le avrebbero permesso di partire, scappa di casa e sale a bordo di un'astronave diretta a Oomza Uni, la Terzo pesce. Durante il viaggio, l'astronave viene assalita dalle "Meduse", una specie aliena in guerra con i Khoush, un altro gruppo etnico umano. Le Meduse uccidono tutti i passeggeri della Terzo pesce, tranne il pilota e la stessa Binti; una Medusa, non appena tenta di colpire con un suo tentacolo munito di un rostro mortale la giovane, rimane fulminata. Le Meduse, pur avendola circondata per ucciderla, non riescono a toccarla senza bruciare. Binti riesce a fuggire nella sua cabina con cibo e acqua e, per alcuni giorni, rimane prigioniera nella cabina, assediata dagli alieni. La giovane è stata protetta da un antico artefatto trovato nel deserto, di cui ignorava la funzione, e che aveva portato con sé come portafortuna, l'edan. Binti scopre anche che l'otjize, la mistura di olio e argilla con la quale gli Himba si cospargono il corpo e i capelli, ha proprietà curative per le Meduse. L'edan, oltre a proteggerla dagli assalti, le permette di comunicare con le Meduse e con l'esemplare più determinato a ucciderla, Okwu. Binti apprende che le Meduse vogliono invadere Oomza Uni per recuperare il tentacolo del loro comandante, proditoriamente sottratto e conservato nel museo del pianeta. Binti convince le Meduse a trattare una tregua non appena giunti sul pianeta, proponendosi come mediatrice. Le Meduse, per accettare la giovane come loro ambasciatrice, le impongono una trasformazione che la renderà più simile a loro, pur mantenendo l'aspetto umano. Giunti sul pianeta, Binti spiega le ragioni delle Meduse, razza fiera e sospettosa. Il tentacolo viene restituito, la pace siglata e la giovane viene riconosciuta da entrambe le parti come un'eroina. Binti inizia l'anno accademico su Oomza Uni e anche Okwu viene ammesso agli studi per suggellare la pace.

## Personaggi
Binti Ekeopara Zuzu Dambu KaipkaLa giovane appartenente alla popolazione himba della Namibia, dotata di straordinarie capacità matematiche e "maestra armonizzatrice", ossia esperta nella costruzione di "astrolabi", strumenti tecnologici versatili funzionanti grazie a complicate funzioni matematiche. Decide di abbandonare la famiglia per recarsi nell'università sul pianeta Oomza.
OkwuAlieno appartenente alla razza delle "Meduse". Inizialmente ostile a Binti, in seguito imparerà a stimarla diventando suo amico.
Il ComandanteEroe delle Meduse e loro capo.

## Edizioni
- (EN) Nnedi Okorafor, Binti, 1ª ed., New York, Tor, 2015, ISBN 978-0-7653-8525-3.
- (EN) Nnedi Okorafor, Binti, in Binti: The Complete Trilogy, New York, DAW Books, 2019, ISBN 9780756415181.
- Nnedi Okorafor, Binti, in Binti, traduzione di Benedetta Tavani, Oscar Fantastica, Milano, Mondadori, 2019, ISBN 978-88-04-71145-2.
- (HU) Nnedi Okorafor, Binti, in Végtelen világok, Budapest, Delta Vision Kft., 2021, ISBN 978-963-395-361-7.